# La Neuville-Sire-Bernard
La Neuville-Sire-Bernard is een gemeente in het Franse departement Somme (regio Hauts-de-France) en telt 267 inwoners (1999). De plaats maakt deel uit van het arrondissement Montdidier.

## Geografie
De oppervlakte van La Neuville-Sire-Bernard bedraagt 4,2 km², de bevolkingsdichtheid is 63,6 inwoners per km².
De onderstaande kaart toont de ligging van La Neuville-Sire-Bernard met de belangrijkste infrastructuur en aangrenzende gemeenten.

## Demografie
Onderstaande figuur toont het verloop van het inwonertal (bron: INSEE-tellingen).

1. ↑  Populations de référence 2022.